# Treasurer's House

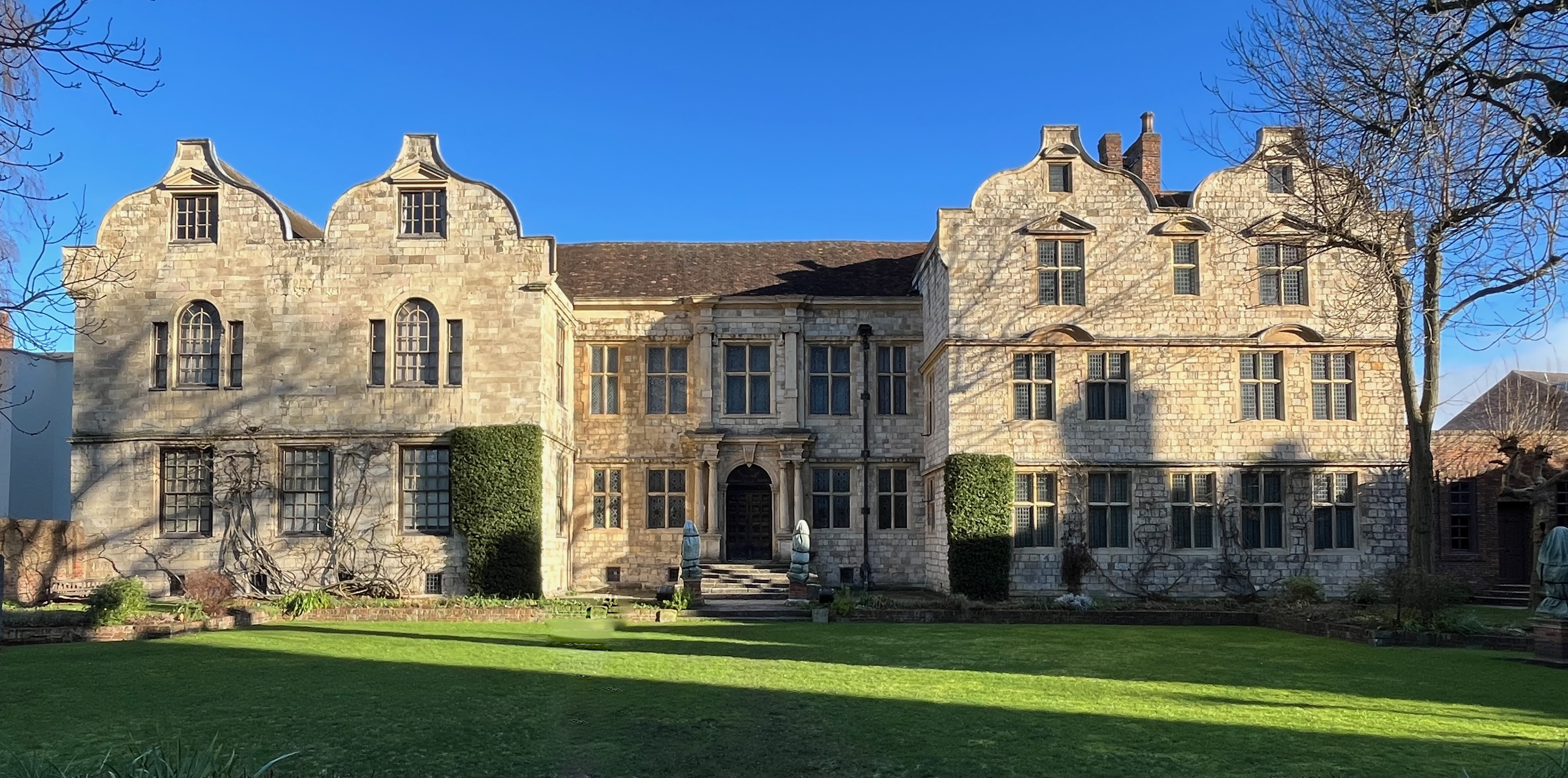

Het Treasurer's House is een historisch pand in het Engelse York. Het pand werd in de 16de eeuw herbouwd door aartsbisschop Thomas Young; begin 17de eeuw werd het opnieuw verbouwd. Lokaal industrieel Frank Green kocht de verschillende delen tussen 1897 en 1898. Het pand is in handen van de National Trust.